# 学力
学力（がくりょく）とは、認知的能力のうち、主として学校における教科教育によって習得する能力のことである。

## 解説
学力は、人間の基礎的な能力の1つである。人間は、「学力」を駆使することによって、さまざまなことを経験し、その経験から新しいことを学ぶことができる。人間活動の質に差違をもたらすものの1つに学力もあると考えられており、近代以降において学力は、十分な施設（校舎・運動場など）・人材（教員など）などを有する学校によって保証されなければならないという思想が広がった。そのために義務教育の制度が定められた。
学力を狭義に捉えれば、学校教育（就学前教育・初等教育・中等教育・高等教育）によって修得した能力とされるとともに、学校教育によって得ていなくても学校教育で得られる能力と同質のものも学力とされる。
学校における教育には、目的（なぜ行うのか、why）および目標（何を行うのか、what）が規定されており、学力検査は、教育の「目的および目標」に基づいて学力を測定する。しかし、測定できる事項には限りがあり、主体性・自律性・協調性・感受性などの測定は、困難である。